# (22474) Frobenius
(22474) Frobenius est un astéroïde de la ceinture principale.

## Description
(22474) Frobenius est un astéroïde de la ceinture principale. Il fut découvert le 8 mars 1997 à Prescott (Arizona) par Paul G. Comba. Il présente une orbite caractérisée par un demi-grand axe de 2,59 UA, une excentricité de 0,16 et une inclinaison de 3,6° par rapport à l'écliptique.

## Compléments